# Paccelis Morlende
Paccelis Morlende (Creil, Francuska, 19. travnja 1981.), francuski bivši profesionalni košarkaš i sadašnji trener. Igrao je na poziciji razigravača, a posljednji angažman u karijeri bio mu je kao člana ruske momčadi Ural Greata. Ranije je izabran u 2. krugu (50. ukupno) NBA drafta 2003. od strane Philadelphia 76ersa.

## Profesionalna karijera
Svoju profesionalnu karijeru Morlende je započeo u francuskom JDA Dijonu te se 2003. godine prijavio na NBA draft. Izabran je kao 50. izbor drafta od strane Philadelphia 76ersa, ali je već prvog dana mijenjan u Seattle SuperSonicse, zajedno s novcem u zamjenu za Williea Greena. Poslije te zamjene nije zaigrao u NBA, već je nastavio igrati u Europi. Njegova draft prava još uvijek posjeduju bivši SuperSonicsi odnosno današnji Oklahoma City Thunderi.

## Vanjske poveznice
- Profil na NBA.com